# Марк Уеллс
Марк Уеллс (англ. Marc Wells, нар. Австралія) — австралійський стронгмен. Стронґменом почав займатися у 2009 році. У 2010 році вперше взяв участь у місцевому змаганні «Найсильніша людина Австралії» де посів друге місце. Це стало його найкращим скутком оскільки наступні три роки (2011, 2012 та 2014) він посів третє місце. Окрім цього у 2012 році брав участь у змаганні за право володіти Кубком Світу зі Стронґмену.